# 阿瓦隆大爆发

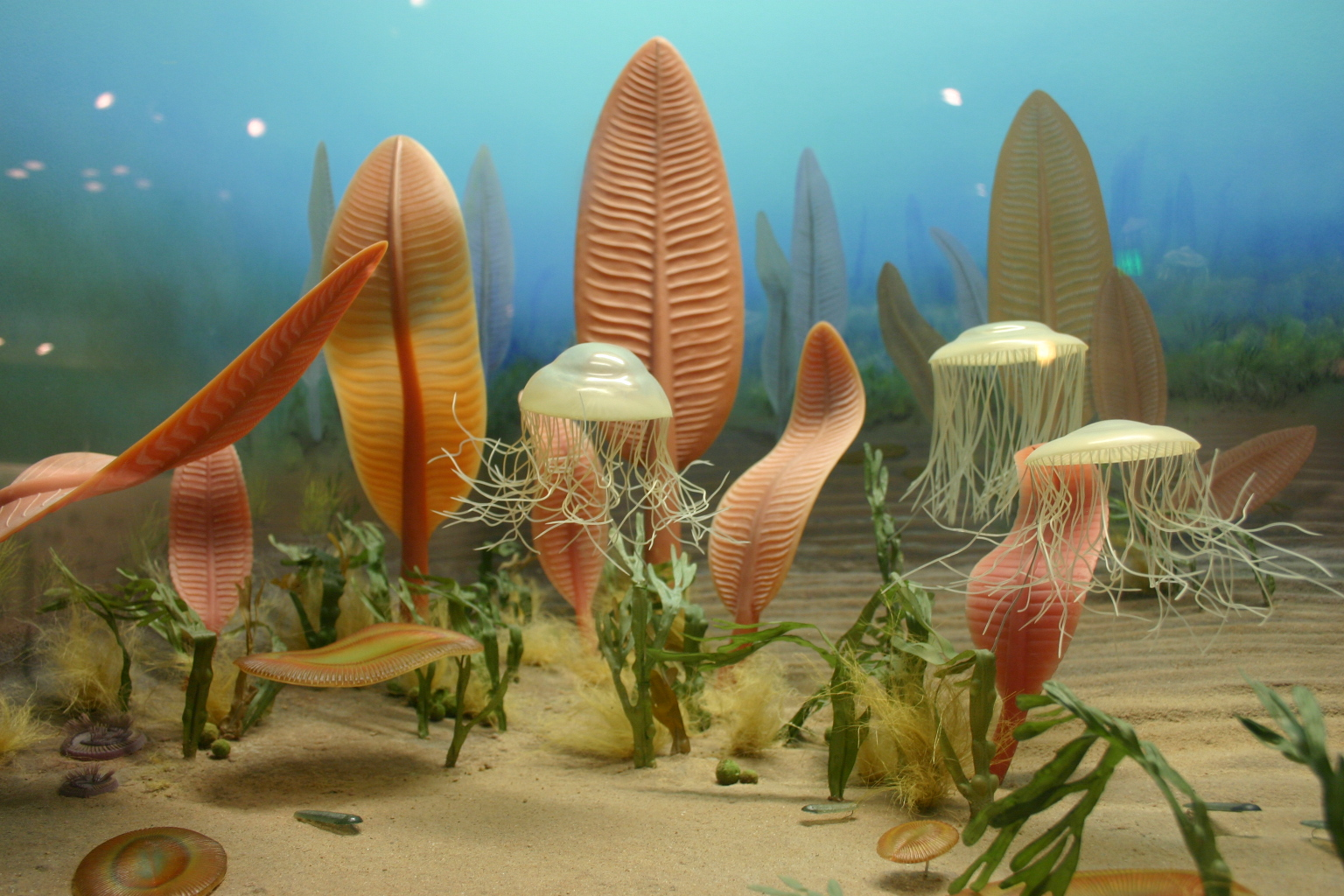
史密森学会所展示的描述阿瓦隆大爆发的立体透视模型

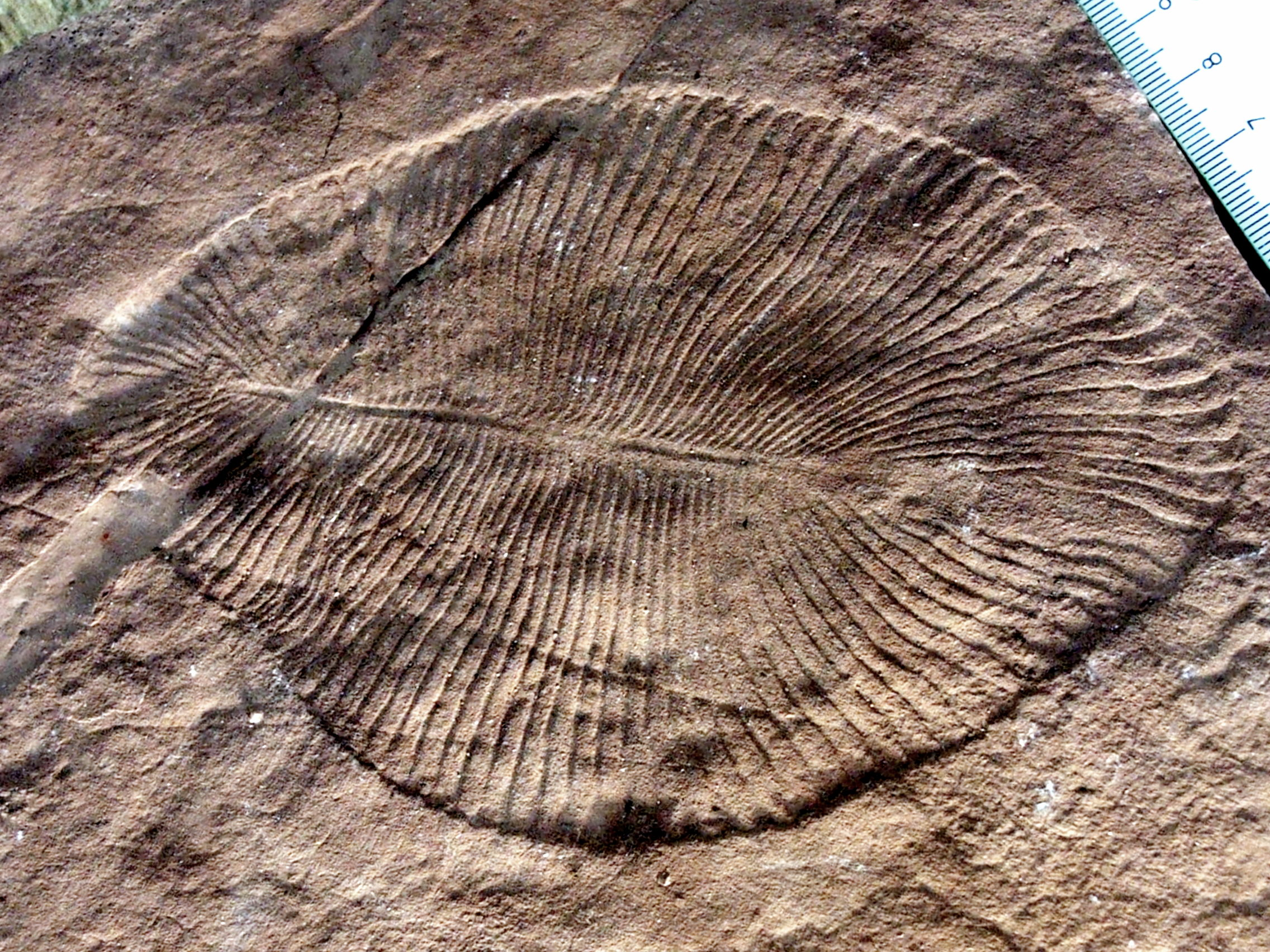
狄更逊水母（Dickinsonia）被怀疑是一种早期动物

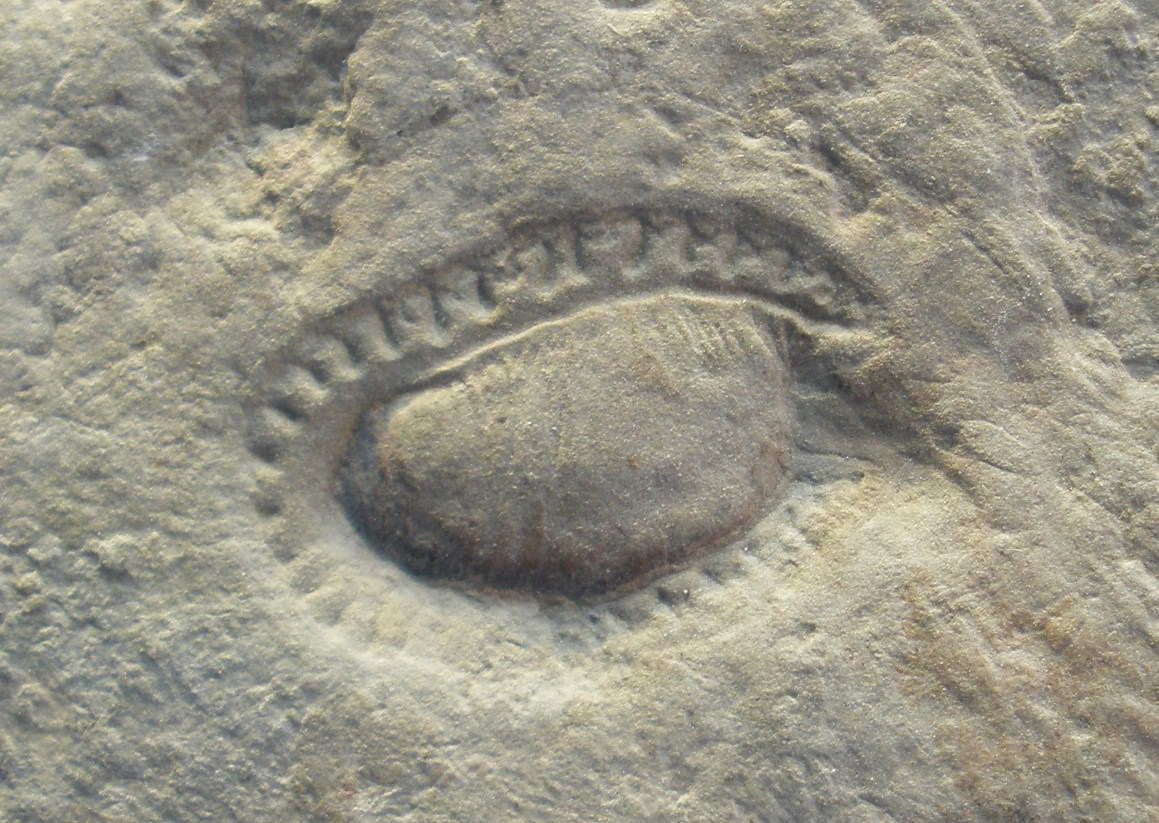
金伯拉虫（Kimberella）原先被认为是类似箱型水母的刺胞动物，但现在被认为是一种早期软体动物

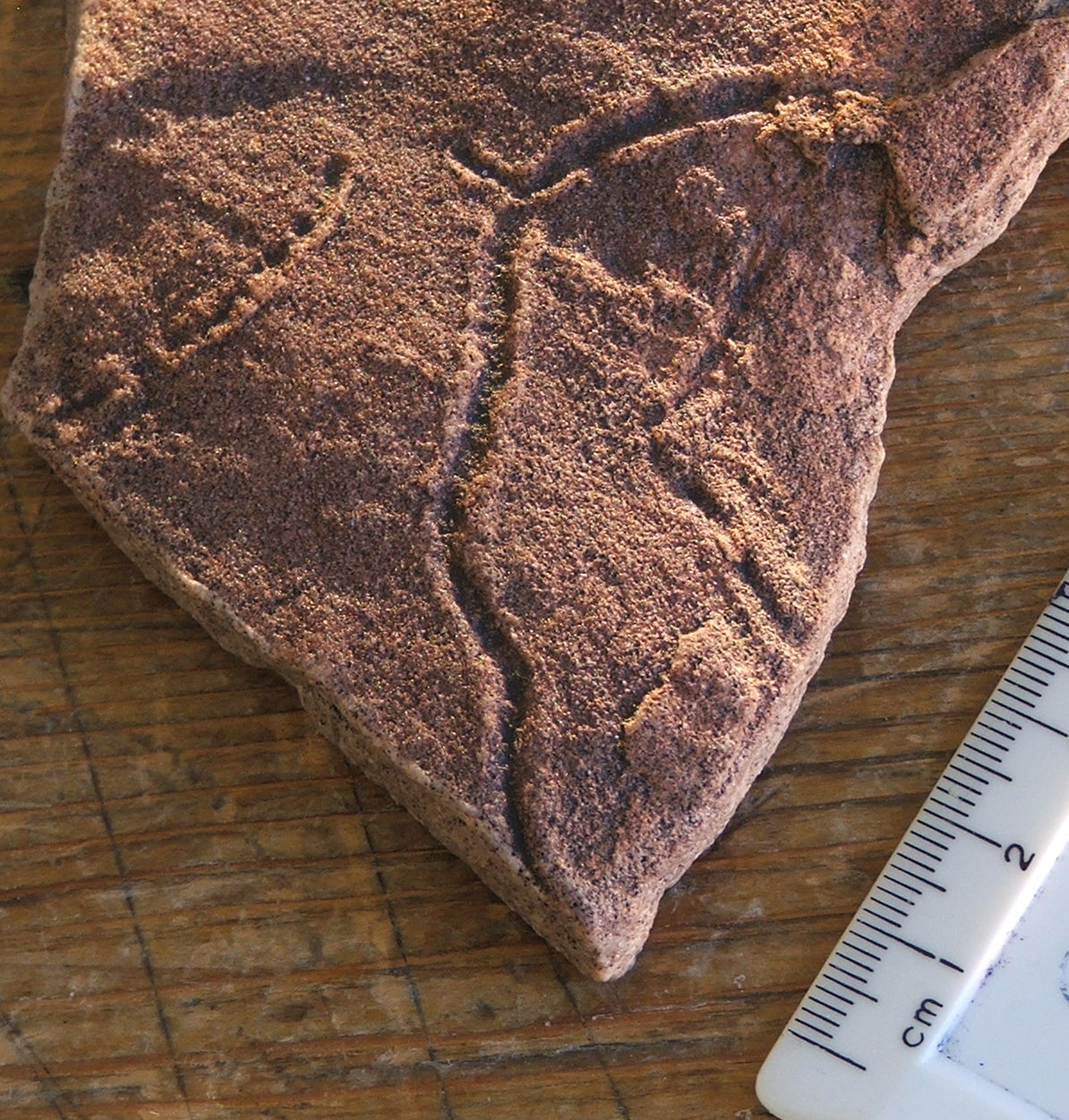
埃迪卡拉纪的遗迹化石，说明当时生物拥有扰动沉积物的活动能力

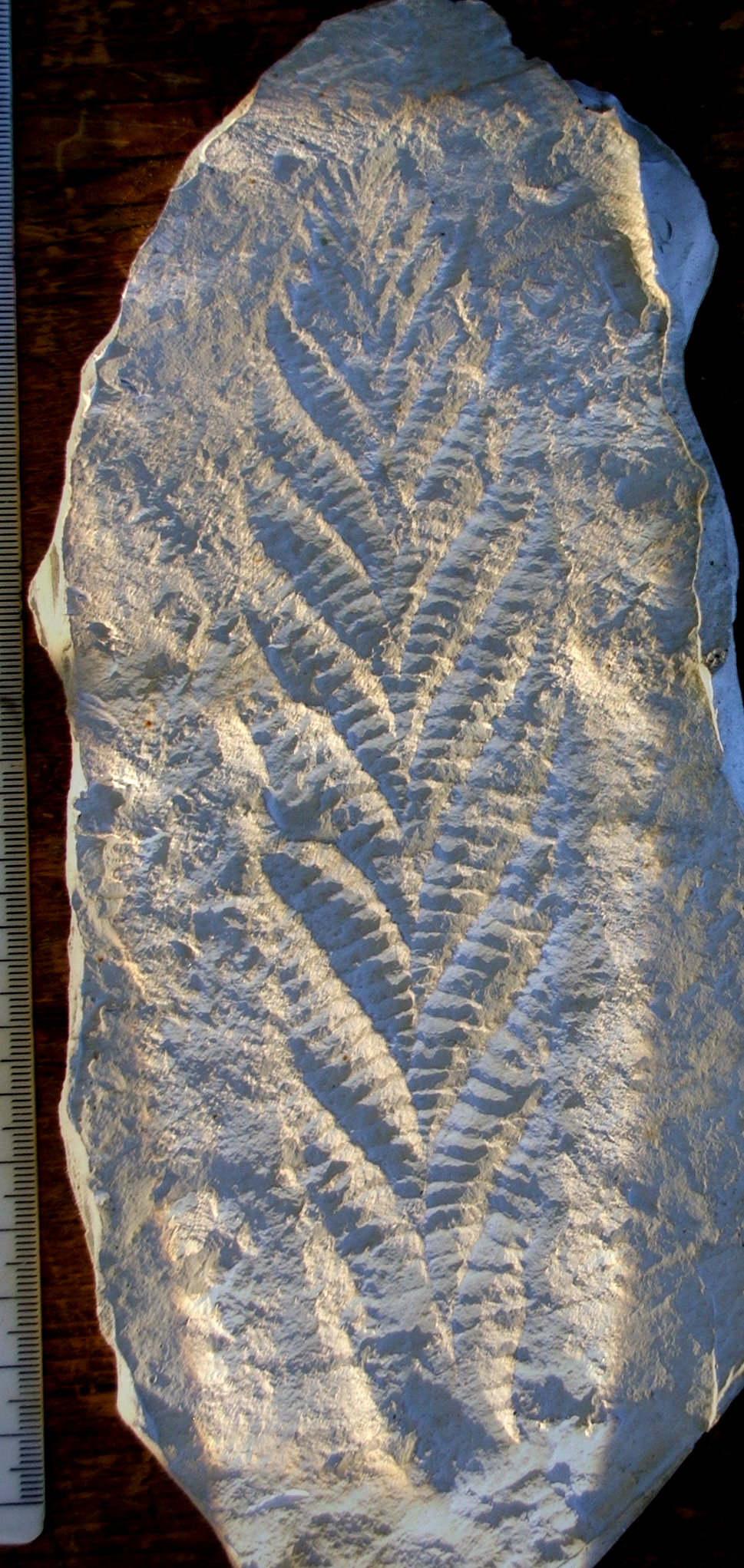
查恩虫（Charnia），埃迪卡拉纪模铸化石中最有代表性的一种花瓣动物

阿瓦隆大爆发（英語：Avalon Explosion）是古生物学上针对约5.75亿年前元古宙新元古代末期埃迪卡拉纪后半页发生复杂多细胞软体生物大量出现的一系列演化现象所提议的称呼，其名称源于发现了大量埃迪卡拉生物群化石的加拿大纽芬兰岛东南角的阿瓦隆半岛（Avalon Peninsula）。阿瓦隆大爆发是地球生命史上现今已知最早的动物演化辐射事件，比更广为人知的寒武纪大爆发早了3300万年。
因为当时拥有矿化组织能形成实体化石的生物尚未出现，埃迪卡拉纪生物可以留下的只有少量模铸化石和遗迹化石，科学家目前很难估测阿瓦隆大爆发的诱因和实际规模，但可以确认的是当时真后生动物的生物多样性快速增加，其中包括一些现生的亚界/超门，比如最早的扁盘动物、刺胞动物和两侧对称动物（甚至可能也有栉板动物）。阿瓦隆大爆发中兴盛的生物目前只有很少一部分得到研究，其中大部分是固着于海床的底栖软体生物。

## 历史
查尔斯·达尔文很早就预测在前寒武纪时期有生态圈发展，但在19世纪的当时没有证据可以证明这种预测。直到2008年，弗吉尼亚理工大学的古生物学家在分析了数处埃迪卡拉纪生态遗迹的形态空间变化后，重新提议了类似的观点，其原始分析曾在科学期刊中成为争议话题。当时普遍认为化石证据确凿的寒武纪大爆发是动物最早的演化辐射事件，而此类发现说明动物的早期演化很可能不止有一次爆发 。
最先被发现的埃迪卡拉纪化石——圆盾伞（Aspidella terranovica）在1868年由苏格兰地质学家亚历山大·默里（Alexander Murray，1810～1884）在东加拿大纽芬兰岛东南角的阿瓦隆半岛发现，当时是被他用来测定岩层的年龄，但因为这些化石处于寒武纪岩层以下，没人相信这些是生物化石（因为当年都坚信寒武纪之前没有生命出现），而是被认作是火山喷气孔或地质结核的一部分。在1933年，德国地质学家乔治·古里其（Georg Julius Ernst Gürich，1859～1938）在纳米比亚发现了化石样本，但判定其是寒武纪的。在1946年，澳大利亚地质学家雷格·斯普里格（Reginald Claude "Reg" Sprigg，1919～1994）在南澳大利亚弗林德斯山脈和托伦斯湖之间的埃迪卡拉山（Ediacara Hills）发现了“水母”化石，但当时也判定为寒武纪早期。
在1956年夏天，一个15岁的英国女中学生蒂娜·尼格斯（Tina Negus）在莱斯特西北约10英里（16）的查恩伍德森林（Charnwood Forest）里和家人野游时首先发现了奇怪的蕨叶状模铸化石。对地质学很感兴趣的尼格斯知道当地的岩层是前寒武纪的，但她的中学地理老师直接排斥了她有关可能是前寒武纪化石的提议。一年后，另一个同岁的男生洛杰·梅森（Roger Mason）在与两位好友攀岩时也发现了同样的化石，并未听说过澳洲化石的他描画了一个拓片并带回家交于父亲。梅森的父亲是当地一位论派教会的牧师同时也兼职在莱斯特大学授教，恰好和地质学家特雷弗·福特（Trevor D. Ford，1925～2017）相识。福特得知化石的消息后随即跟着梅森去考证，在证明化石确实是在前寒武纪的岩层中后在科学期刊《约克郡地质学协会杂志》（Journal of the Yorkshire Geological Society）上发表了发现前寒武纪化石的文章。在1959年，澳大利亚籍奥地利古生物学家马丁·格莱斯纳（Martin Fritz Glaessner，1906～1989）将英国的这项发现与之前世界其它地方化石的关系联系起来并通过对现有样本进行改良的年代测定，查恩伍德森林的化石后来被认定是第一个被学术界承认的埃迪卡拉纪生物——查恩虫（Charnia masoni，属名源自发现地，种小名以发现者梅森命名），梅森发现的那个正模标本与之后发现的另一相近物种——查恩盘虫（Charniodiscus）现都保存于莱斯特博物馆。然而化石最初的发现者尼格斯在1961年上大学时将自己当初绘下的托片带去验证却被告知早已有人发现过了，直到2004年她才知道梅森仅比自己晚一年在同一地点发现了化石。在纪念查恩虫化石发现50年的庆祝会上，尼格斯也被官方承认是化石的发现者。

## 化石证据
阿瓦隆大爆发的化石在全世界都有发现，其中最著名的地点是澳大利亚的埃迪卡拉山（埃迪卡拉纪名称的来源）、加拿大的阿瓦隆半岛（阿瓦隆大爆发名称的来源）以及英格兰中部的查恩伍德森林（代表性生物查恩虫名称的来源）。这些化石所展现的是已知最早带有结构分化的复杂多细胞生物，形成了之前未有人知的埃迪卡拉生物群。
阿瓦隆大爆发在相对很短的地质时期内发生了生物多样性和形态性的快速增加，随后在体型呈现上也发生多样化。这种现象在后世的其它演化辐射事件上多次重演。在埃迪卡拉纪末期，阿瓦隆大爆发中兴盛的生物却大多集群消失，在进入之后的寒武纪后地球生物圈发生了全面演替，并出现了海床由原先菌毯厚密的有机物基质变为以无机沉积物为主的裸露沙滩的寒武纪底质革命，大量具有矿化肢体、能够留下实体化石的生物开始大量涌现，所有现生动物的门都出现在寒武纪大爆发中。

## 埃迪卡拉生物
阿瓦隆大爆发兴起于成冰纪大冰期（“雪球地球”事件）结束后演化速度和物种多样性很低的时期，目前总共确定超过270个物种，分处于50个不同的形态类群。因为没有实体化石证据，这些生物解剖学结构只能从周边岩层的空腔和印记中猜测，大致可以分为20个不同的属 。
埃迪卡拉生物群基本上都是有可能生活在近岸浅海但基本上都局限于海底的底栖软体生物，一般体型较大、身躯扁平，个别体长可达1（3英尺3英寸）以上，没有口、肛门以及常备的消化系統，不具备或仅有极低的移动性，据猜测主要以滤食浮游生物或觅食海底菌毯为生。埃迪卡拉生物群中最有独特代表性的是“文德生物”（Vendobionta），科学家根据模铸化石和遗迹化石的形态提出了三叶动物门（身体呈三分辐射对称）、前分节动物门（身体扁平呈两侧对称且分节）以及“植物”形态固着海底的花瓣动物门（身体呈叶状或羽毛状，形似海鳃）等已灭绝的类群。德国古生物学家阿道夫·塞拉赫认为它们由多个分区相互缠结或缝合的扁平体组成，依赖静水骨骼支持身躯，利用扩散作用获取海水中的氧气和营养物质，体表的条纹和褶皱是为了扩大表面积增加扩散吸收的效率。因为这些动物大多是以滤食浮游物和觅食微生物基质为生，并无相互掠食的迹象，许多人把埃迪卡拉纪海洋生态系统这种似乎祥和互不侵犯的“乐园”状态称作“埃迪卡拉园”（Garden of Ediacara，比喻伊甸园）。
一些以消化海床基质为生的埃迪卡拉生物为了觅食更大区域开始演化出更强的移动性，因为有运动方向所以也有了前后之分，身体两侧则变得特征相似（称作“滑移对称”）并且形态更加复杂，比较著名的物种是狄更逊水母（Dickinsonia）。其中一些——比如斯普里格蠕虫（Spriggina）——则开始出现了感觉系统向身体前端集中的趋势（所谓的“头化”），身体也变得更加两侧对称。这为日后在寒武纪生物普遍出现贯通的消化道以及头部的演化奠定了基础。

## 注解
1. ↑  简单的多细胞生物——比如红藻——至少在12亿年前的狭带纪就演化出来了。